# Stara Kolonia (Lubliniec)
Stara Kolonia – dzielnica Lublińca położona w południowo-wschodniej części miasta. Dominuje w niej zabudowa jednorodzinna.